# YBSテレビ夕刊
『YBSテレビ夕刊』（ワイビーエステレビゆうかん）は、1975年3月31日まで山梨放送(YBSテレビ)で放送されていた夕方のニュース番組である。